# Fisharmonia

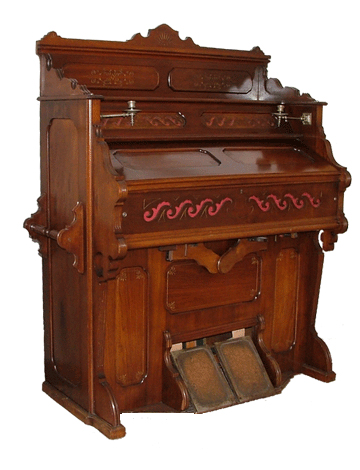
Fisharmonia

Fisharmonia (z fr. harmonium) – instrument muzyczny z grupy instrumentów dętych klawiszowych – idiofonów ze stroikami przelotowymi. Wyglądem zewnętrznym przypomina pianino "ścięte" nisko nad klawiaturą.

## Historia
Pierwsze próby skonstruowania tego instrumentu podjął we Francji w 1810 roku Gabriel Joseph Grenié (1756–1837). Podstawą dla powstania fisharmonii była chińska harmonijka ustna (sheng), a właściwie zastosowane w niej "języczki przelotowe", które w XVIII wieku bardzo rozpowszechniły się w całej Europie.
Drugą, ulepszoną wersję instrumentu, opatentował Alexandre-François Debain w 1842 roku w Paryżu. Dopiero ten typ fisharmonii można zaliczyć do klawiszowych instrumentów dętych. W 1836 roku Friedrich Buschmann z Hamburga skonstruował fisharmonię, której miechy nie sprężały powietrza, ale wytwarzały podciśnienie – czyli nie tłoczyły, lecz zasysały powietrze. Za wynalazcę urządzenia wytwarzającego podciśnienie uważa się nieznanego z nazwiska francuskiego rzemieślnika. Był to punkt wyjścia dla powstania tzw. fisharmonii amerykańskiej z miechami wytwarzającymi podciśnienie, skonstruowanej w 1856 roku przez Esteya w Brattleboro, a także w 1861 przez firmę Mason and Hamlin z Bostonu. Fisharmonie systemu ssącego, czyli tzw. amerykańskie, charakteryzowały się bardziej "miękkim" brzmieniem, przypominającym brzmienie piszczałek organowych.
Kompozytorzy, którzy pisali na fisharmonię:
- Francja:  César Franck (1822-1890), Alexandre Guilmant (1837 - 1911), Louis Lefébure-Wély (1817-1869), Georges Bizet (1838-1875), Camille Saint-Saëns (1835-1921)
- Niemcy:  Sigfrid Karg-Elert (1877-1933), August Reinhard (1831-1912)
- USA:  Arthur Bird (1856-1923)
- Polska:  Władysław Żeleński (1837-1921), Feliks Nowowiejski (1877-1946), August Freyer (1801-1883)

Firmy produkujące fisharmonie:
- Francja: Mustel, Alexandre Pere et Fils, Debain, Kasriel
- Niemcy: Schiedmayer Pianofortefabrik, Trayser, Mannborg, Lindholm, Hofberg, M. Hörügel
- Polska: Śliwiński, Szkielski, Wybrański
- Austria: Kotykiewicz
- USA: Estey Organ Company, Manson&Hamelin, Story&Clark

Fisharmonia używana była głównie w kaplicach i niewielkich kościołach, w zastępstwie organów, a także w tzw. domowym muzykowaniu. Od połowy dwudziestego wieku fisharmonia niemal całkowicie wyparta została w tych zastosowaniach przez elektromechaniczne i elektroniczne instrumenty muzyczne (elektrofony). 
Rzadsze egzemplarze fisharmonii cenione są obecnie przez kolekcjonerów.
Fisharmonia to jeden z instrumentów będących w obszarze zainteresowania organoznawstwa.